# Β-mercaptoetilammina
La β-mercaptoetilammina è un composto organico avente formula molecolare C2H7NS. A temperatura ambiente è un solido bianco maleodorante.
Prodotto da reazione di decarbossilazione della cisteina, è un'ammina e allo stesso tempo un tiolo, in quanto presenta i due gruppi caratteristici alle due estremità (spesso indicato come amminotiolo, della quale famiglia è il più semplice composto isolabile). Comunemente si utilizza sotto forma di cisteammina cloroidrato (CHC). È un costituente fondamentale del coenzima A in cui il gruppo ammino forma un legame ammidico con l'acido pantotenico. Il residuo -SH può legare un gruppo acile formando un acil-CoA attraverso un legame tioestereo (altamente energetico).

## Preparazione
Può anche essere preparato dalla reazione di etilenimmina con solfuro di idrogeno.
(NHCH2CH2) + H2S → HSCH2CH2NH2

## Reazioni
È utilizzato come sale cloridrato, il quale si ossida facilmente alla corrispondente disolfuro, in presenza di aria. Il gruppo ammino della molecola funge da catalizzatore per questa reazione.
4 HSCH2CH2NH2 + O2 → 2 NH2CH2CH2SSCH2CH2NH2 + 2 H2O